# Lyn McClements
Lynette Velma (Lyn) McClements (Nedlands, 11 mei 1951) was een Australisch zwemmer.

## Biografie
McClements won tijdens de Olympische Zomerspelen van 1968 een gouden medaille op de 100 m vlinderslag.
McClements was onderdeel van de zilveren Australische ploeg op de 4x100 m wisselslag.

## Internationale toernooien
| Jaar | Olympische Spelen                                           |
| ---- | ----------------------------------------------------------- |
| 1968 | 100m vlinderslag · 13e 200m vlinderslag · 4x100m wisselslag |

1956: Shelley Mann ·
1960: Carolyn Schuler ·
1964: Sharon Stouder ·
1968: Lyn McClements ·
1972: Mayumi Aoki ·
1976: Kornelia Ender ·
1980: Caren Metschuck ·
1984: Mary T. Meagher ·
1988: Kristin Otto ·
1992: Qian Hong ·
1996: Amy Van Dyken ·
2000: Inge de Bruijn ·
2004: Petria Thomas ·
2008: Libby Trickett ·
2012: Dana Vollmer ·
2016: Sarah Sjöström ·
2020: Margaret MacNeil · 
2024: Torri Huske
- Australian Women's Register: AWE2485b